# هاستينجس (نيوزيلندا)
هاستينجس (نيوزيلندا) (بالإنجليزية: Hastings, New Zealand) هي منطقة في خليج هوك بالجزيرة الشمالية بنيوزيلندا.

## المناخ
يظهر الجدول التالي التغييرات المناخية على مدار السنة لهاستينجس:
| البيانات المناخية لـهاستينجس      | البيانات المناخية لـهاستينجس | البيانات المناخية لـهاستينجس | البيانات المناخية لـهاستينجس | البيانات المناخية لـهاستينجس | البيانات المناخية لـهاستينجس | البيانات المناخية لـهاستينجس | البيانات المناخية لـهاستينجس | البيانات المناخية لـهاستينجس | البيانات المناخية لـهاستينجس | البيانات المناخية لـهاستينجس | البيانات المناخية لـهاستينجس | البيانات المناخية لـهاستينجس | البيانات المناخية لـهاستينجس |
| الشهر                             | يناير                        | فبراير                       | مارس                         | أبريل                        | مايو                         | يونيو                        | يوليو                        | أغسطس                        | سبتمبر                       | أكتوبر                       | نوفمبر                       | ديسمبر                       | المعدل السنوي                |
| --------------------------------- | ---------------------------- | ---------------------------- | ---------------------------- | ---------------------------- | ---------------------------- | ---------------------------- | ---------------------------- | ---------------------------- | ---------------------------- | ---------------------------- | ---------------------------- | ---------------------------- | ---------------------------- |
| الدرجة القصوى °م (°ف)             | 35.8 (96.4)                  | 37.1 (98.8)                  | 33.4 (92.1)                  | 28.9 (84.0)                  | 27.1 (80.8)                  | 23.4 (74.1)                  | 22.5 (72.5)                  | 22.7 (72.9)                  | 26.4 (79.5)                  | 29.0 (84.2)                  | 31.8 (89.2)                  | 36.5 (97.7)                  | 37.1 (98.8)                  |
| متوسط درجة الحرارة الكبرى °م (°ف) | 25.5 (77.9)                  | 25.4 (77.7)                  | 23.6 (74.5)                  | 20.7 (69.3)                  | 17.1 (62.8)                  | 14.4 (57.9)                  | 13.9 (57.0)                  | 14.9 (58.8)                  | 17.5 (63.5)                  | 20.0 (68.0)                  | 22.3 (72.1)                  | 24.1 (75.4)                  | 20.0 (68.0)                  |
| متوسط درجة الحرارة الصغرى °م (°ف) | 13.7 (56.7)                  | 14.0 (57.2)                  | 12.2 (54.0)                  | 9.1 (48.4)                   | 6.7 (44.1)                   | 3.9 (39.0)                   | 3.6 (38.5)                   | 4.8 (40.6)                   | 6.1 (43.0)                   | 8.0 (46.4)                   | 10.4 (50.7)                  | 12.6 (54.7)                  | 8.8 (47.8)                   |
| أدنى درجة حرارة °م (°ف)           | 5.4 (41.7)                   | 5.0 (41.0)                   | 2.7 (36.9)                   | 0.6 (33.1)                   | −3.0 (26.6)                  | −4.2 (24.4)                  | −5.0 (23.0)                  | −3.3 (26.1)                  | −2.8 (27.0)                  | −2.0 (28.4)                  | 1.7 (35.1)                   | 3.2 (37.8)                   | −5.0 (23.0)                  |
| الهطول مم (إنش)                   | 66 (2.6)                     | 53 (2.1)                     | 61 (2.4)                     | 48 (1.9)                     | 81 (3.2)                     | 79 (3.1)                     | 64 (2.5)                     | 86 (3.4)                     | 46 (1.8)                     | 46 (1.8)                     | 41 (1.6)                     | 53 (2.1)                     | 724 (28.5)                   |
| المصدر: NIWA Climate Data         |                              |                              |                              |                              |                              |                              |                              |                              |                              |                              |                              |                              |                              |

## أعلام
- ألان بوتس
- دونالد واتسون
- باول هولمز
- ألفرد فرازير
- مارتن كامبل
- مارك باستون
- برايت وليامز
- أريك موراي
- كارولين ماير
- غلين موس

## وصلات خارجية
- الموقع الرسمي